# Dextrofóbia
A dextrofóbia egy ritka fóbia. A dextrofóbiások félnek a tőlük jobbra elhelyezkedő tárgyaktól. A dexter latin szó, jelentése: „jobb oldali”, „jobb oldalon lévő”.
Más fóbiákkal ellentétben a dextrofóbiát általában konkrét történés, például egy baleset váltja ki, amiben a jobb oldal érintett volt. Ezért a betegségben szenvedő nagyon védelmezi azt az oldalát. Általános tünet, hogy a dextrofóbiások minden dolgukat átpakolják a jobb oldalukra.